# رابرت لیورمور
رابرت لیورمور (انگلیسی: Robert Livermore; ۳ نوامبر ۱۷۹۹ – ۱۴ فوریه ۱۸۵۸) کشاورز و مزرعه دار اهل پادشاهی متحد بریتانیای کبیر و ایرلند بود.